# باشگاه فوتبال لاگونز
باشگاه لاگونز یک باشگاه فوتبال مالدیوی مستقر در ماله بود. آنها یکی از تیم‌های پیشرو در مالدیو در دهه‌های ۱۹۸۰ و ۱۹۹۰ بودند. آنها در سال ۱۹۹۶ به دسته پایین‌تر سقوط کردند. این تیم که نتوانست دوباره به لیگ برتر بازگردد، دیگر هرگز در هیچ رقابتی شرکت نکرد.

## دستاوردها
- مسابقات ملی مالدیو: ۱
- جام حذفی مالدیو: ۲